# Гавриїліада
«Гавриїліада» (в деяких ранніх виданнях, в тому числі перших повних російських, 1918—1922, помилково: «Гавриліада») — поема російського поета Олександра Пушкіна, в якій він пародійно-романтично обігрує сюжет Євангелія про Благовіщення; головний персонаж — архангел Гавриїл. Присвячена кишинівському приятелю автора, М. С. Алєксєєву.

## Історія поеми

### Створення
Пушкін у молодості скептично ставився до релігійних цінностей і написав кілька «блюзнірських» віршів. Наприклад,  він написав у віці 27 років. Репутація «афея» (атеїста) неодноразово завдавала поетові неприємностей.
«Гавриїліада» написана 22-річним Пушкіним у квітні 1821 року в Кишиневі (частина істориків відносить завершення поеми до літа 1822 року). Дослідники пов'язували сюжет «Гавриїліади» з поемою «Війна старих і нових богів» Еваріста де Парні, поета, якого високо цінував Пушкін; можливий також зв'язок з одним епізодом «Казки про Золотого півника» Ф. М. Клінгера.
Автограф поеми до нас не дійшов. Зберігся лише план деяких епізодів, написаний Пушкіним в Бессарабії 6 квітня 1821 року: «Святий дух, закликавши Гавриїла, описує йому свою любов і робить звідником. Гавриїл закоханий. Сатана та Марія». Є також начерки введення або присвяти, що зазвичай відносяться до задуму «Гавриїліади».
Стиль поеми — типовий ранній пушкінський, і багато віршів «Гавриїліади» близькі до інших його поезій. Наприклад, як зазначив Брюсов, рядки 329—355 надзвичайно схожі з віршем «Платонічна любов» (1819), а рядки 113—116 — з віршем «Любов одна — веселощі життя холодного» (1816).
Як твір абсолютно неприпустимий з цензурних умов тієї доби, деякий час він був відомий лише у вузькому колі друзів Пушкіна, але вже починаючи з літа 1822 року став розходитися в списках. Вяземський, посилаючи 10 грудня 1822 року О. І. Тургенєву великий уривок з «Гавриїліади», написав: «Пушкін надіслав мені одну свою прекрасну витівку».

### Справа про «Гавриїліаду»
У 1828 році за доносом дворових відставного штабс-капітана Мітькова, що мав у себе список «Гавриїліади», митрополит Серафим (Глаголевський) довів до відома уряду про існування поеми. Після цього почалася справа за розпорядженням Миколи I. У попередньому році вже проводилося одне розслідування з приводу віршів Пушкіна з допитом поета — йому інкримінувався не пропущений цензурою уривок з вірша «Андрій Шеньє», до якого саратовський студент А. Ф. Леопольдов приписав назву «14 грудня». Незважаючи на те, що поет під час допитів цілком щиро продемонстрував, що уривок з «Андрія Шеньє» зображує події Великої французької революції і ніяк не пов'язаний з повстанням декабристів, Пушкін був залишений під поліцейським наглядом.
По справі про «Гавриїліаду» Пушкіна викликали та допитували у Тимчасовій верховної комісії, що діяла як виконавчий орган на період відсутності Миколи І (який був на війні з Туреччиною). До можливої загрози Пушкін ставився цілком серйозно, судячи з листів і віршів, відчував перспективу заслання або навіть смертної кари.
На допиті Пушкін відрікся від авторства (приписавши його покійному до того часу Д. П. Горчакову і сказавши, що нібито був знайомий з текстом ще в Ліцеї, у 1817 році), а потім, після нових і настійних питань, 2 жовтня написав листа Миколі I особисто і передав його в запечатаному вигляді. Цей лист до нас не дійшов, але в 1951 році виявлена його копія (можливо, переклад з французької), щодо справжності якої ведуться суперечки; у ній Пушкін, зізнаючись в авторстві і каючись, як і раніше датує поему 1817 роком:
|  | «Будучи вопрошаем Правительством, я не почитал себя обязанным признаться в шалости, столь же постыдной, как и преступной. — Но теперь, вопрошаемый прямо от лица моего Государя, объявляю, что Гаврилиада сочинена мною в 1817 году. Повергая себя милосердию и великодушию царскому есмь Вашего Императорского Величества верноподанный Александр Пушкин. 2 октября 1828. С. Петербург(рос.) |

За словами В. Ф. Ходасевича, після Лютневої революції в архівах імператора було знайдено власноручний лист, що містить «коротке, але щиросерде зізнання Пушкіна», але він був викрадений якимось відомим пушкіністом, чийого імені Ходасевич не повідомив.
Незалежно від справжності копії, мабуть, Пушкін дійсно зізнався царю в своєму авторстві, тому що слідство, що почалося в червні, було припинено 31 грудня того ж року резолюцією Миколи I: «Мені справу докладно відомо і абсолютно скінчено». У своїх творчих паперах Пушкін зробив короткі записи про свій «лист до Царя» (2 жовтня) і про приїзд петербурзького генерал-губернатора П. О. Толстого, що передав йому усно повідомлення від імператора.

### Наслідки
У пізні роки Пушкін не любив згадок про «Гавриїліаду», що могло бути пов'язано як зі зміненим ставленням поета до релігії, так і з судовою історією 1828 року. Зі спогадів А. С. Норова:
|  | «Справа була роки за два до одруження Пушкіна на Наталії Миколаївні. Зустрівшись з ним, Пушкін дружньо обняв його. Присутній при цьому В. І. Туманський сказав: „А знаєш, Олександр Сергійович, кого ти обіймаєш? Адже це твій противник. Під час перебування в Одесі він при мені спалив твою рукописну поему“. „Ні, — заперечив Пушкін, — я цього не знав, а взнавши тепер, бачу, що Авраам Сергійович не противник мені, а друг. А ось ти, людина, що захоплюється такою гидотою, як моя невидана поема, справжній мій ворог“». |

Згодом сюжет з письменником, що відмовляється від авторства «злочинної поеми», був використаний Пушкіним в містифікації «Останній зі свояків Іоанни д'Арк», написаній у січні 1837 року незадовго до дуелі з Дантесом (таким чином, вона виявилася останнім його твором). В цьому тексті Вольтер відрікається від авторства «Орлеанської діви», злякавшись дуелі з нащадком брата Жанни д'Арк.
В останні роки Пушкін не допускав зухвалостей щодо релігії, а в його віршах зустрічаються релігійні мотиви (наприклад, перекладення відомої молитви Єфрема Сирина . Однак влада продовжувала ставитися до поета з підозрою. Незабаром після смерті Пушкіна голова Третього відділення граф О. X. Бенкендорф дав йому своєрідну епітафію: «Осипаний благодіяннями Государя, він проте до самого кінця життя не змінився у своїх правилах, а тільки в останні роки став обережнішим у виявленні оних». Петербурзький митрополит Серафим (С. В. Глаголевський), а за ним і кілька архімандритів відмовилися брати участь у відспівуванні Пушкіна, і заупокійну службу виконав місцевий священик, протоієрей О. І. Малов. У листі вдови Миколи Карамзіна наводяться слова імператора Миколи I, сказані Василю Жуковському: «Пушкіна ми насилу змусили померти, як християнина».

## Першовидання
Вперше поема (на основі не зовсім справного списку) була видана в Лондоні (М. П. Огарьов, Російська потаємна література XIX сторіччя. Лондон, 1861). За першим виданням були анонімне закордонне видання 1898 року і берлінське видання Гуго Штейніца (1904).
У Росії до 1917 року друкувалися лише уривки з «Гавриїліади», не пов'язані з євангельським сюжетом і під зміненими назвами:
- Гаєвський — в «Соврємєннікє» (1853), в статті про Дельвіга.
- Гербель — в журналі «Час» (1861)[13].
- Єфремов — «Бібліографічних записках» (1861) і в його виданні творів Пушкіна (1880).

Кілька додаткових фрагментів були опубліковані в «Русском архиве» (1881) і «Остафьевском архиве» (1899, т. 2). Зазначені уривки передрукувались усіма видавцями Пушкіна по тексту Єфремова, але навіть у виданнях Морозова, Венгерова та академічному (1916) відтворюється лише невелика частина тексту поеми.
У 1908 році видавець А. І. Маслов надрукував в Москві, в друкарні А. Поплавського, невелику книгу під назвою «О. С. Пушкін. Вірші, які не видані в Росії», в якій містилися, зокрема, уривки з «Гавриїліади». Але весь надрукований наклад книги був негайно заарештований ще в друкарні, і спеціальною постановою Ради міністрів було наказано його знищити. Власнику друкарні А. Поплавському вдалося викрасти єдиний екземпляр, і те не в цілому, а вже в «порубаному» вигляді.
Перше повне російське видання вийшло в 1918 році під редакцією В. Я. Брюсова. Науково встановлений текст підготував в 1922 році Б. В. Томашевський.

## Ремінісценції
- У романі Ільфа і Петрова «Дванадцять стільців» є глава «Автор гавриліади», в якій поет Никифор Ляпіс пише вірші про Гавриїла для різних видань.
- Аналогічна тема, тільки в більш іронічній манері, обіграна в пісні В. Висоцького «Про теслю Йосипа, діву Марію і святого духа».
- Дем'ян Бєдний написав віршовану передмову до «Гавриїліади» (1918 рік), в якій запропонував своє розуміння мети Пушкіна при створенні поеми.[16]

  Ему чужда минувшей жизни мерзость,

  Он подходил с насмешкой к алтарю:

  Чтоб нанести царю земному дерзость,

  Он дерзко мстил небесному царю.